# Aborcja na Węgrzech
Aborcja na Węgrzech – do 1953 roku węgierskie prawo zabraniało przerywania ciąży z wyjątkiem ścisłych wskazań medycznych. W 1953 roku specjalnym dekretem zalegalizowano ją z przyczyn rodzinnych i osobistych oraz ustanowiono specjalne komisje mające stwierdzać występowanie względów medycznych. W 1956 roku – pod wpływem sowieckim – znacząco zliberalizowano przepisy dopuszczając aborcję z przyczyn medycznych, rodzinnych i osobistych pod warunkiem uzyskania zgody odpowiedniej komisji. Wobec faktu że w krótkim czasie liczba aborcji przewyższyła liczbę urodzeń, władze komunistyczne zaostrzyły przepisy w 1973 roku. Określono wówczas względy społeczne jako: niezamężność matki bądź przebywanie przez nią w separacji z mężem od co najmniej sześciu miesięcy, podejrzenie, że ciąża powstała wskutek przestępstwa, złe warunki mieszkaniowe, wiek matki powyżej 40 lat (od 1982 35 lat), posiadanie już trójki dzieci, odbywanie przez ojca dziecka zasadniczej służby wojskowej od co najmniej sześciu miesięcy oraz inne wyjątkowe przyczyny społeczne. W większości przypadków aborcja była dopuszczalna w pierwszych 12 tygodniach ciąży, jedynie w dwóch ostatnich nie ograniczano jej pod względem czasowym. W 1986 roku zmodyfikowano ustawodawstwo wprowadzając wymóg zgody komisji w przypadku ciężkiego upośledzenia płodu. W 1988 roku rząd wprowadził rozporządzenie znoszące komisję z wyjątkiem innych wyjątkowych powodów społecznych. Od tej pory ostateczna decyzja miała być w rękach kobiety ciężarnej i lekarza. Zostało ono zaskarżone do trybunału konstytucyjnego przez organizacje pro-life jako sprzeczne z konstytucją Węgier. Trybunał uchylił rozporządzenie uznając, że zostało ono wydane z naruszeniem prawa (regulowało kwestię w której konieczna była ustawa uchwalona przez parlament), nie dopatrzył się jednak sprzeczności z konstytucją w samej treści aktu. Zapoczątkowało to burzliwą debatę na temat dopuszczalności przerywania ciąży, która zakończyła się przyjęciem obecnie obowiązującej legislacji w 1992 roku. Przewiduje ona szacunek dla płodu, ustanawiając jednocześnie aborcję na żądanie pod warunkiem podpisania przez kobietę ciężarną oświadczenia, że ta znajduje się w sytuacji kryzysowej, odbycia odpowiednich konsultacji i zachowania odstępu min. trzech dni między konsultacją a zabiegiem. W 1998 roku środowiska pro-life zaskarżyły tę ustawę do trybunału konstytucyjnego jako sprzeczną z gwarancjami ochrony życia ludzkiego zawartymi w konstytucji Węgier. Trybunał odrzucił tę skargę uznając jednak, że zwrot kryzysowa sytuacja wymaga jasnego zdefiniowania. Dał wówczas czas parlamentowi na uchwalenie takich zmian do 30 czerwca 2000 roku, termin ten nie został jednak dotrzymany i przepisy z 1992 roku w dalszym ciągu obowiązują. W 2011 roku z inicjatywy rządu premiera Viktora Orbána zmieniono konstytucję, gdzie znalazł się zapis o ochronie życia ludzkiego, jednak bez penalizacji aborcji.